# Meteorus strictus
Meteorus strictus är en stekelart som beskrevs av De Saeger 1946. Meteorus strictus ingår i släktet Meteorus och familjen bracksteklar. Utöver nominatformen finns också underarten M. s. visokensis.